# Palliduphantes sbordonii
Palliduphantes sbordonii is een spinnensoort in de taxonomische indeling van de hangmatspinnen (Linyphiidae).
Het dier behoort tot het geslacht Palliduphantes. De wetenschappelijke naam van de soort werd voor het eerst geldig gepubliceerd in 1970 door Brignoli.

## Voorkomen
De soort komt voor in Iran.